# Stowarzyszenie Polskich Brokerów Ubezpieczeniowych i Reasekuracyjnych
Stowarzyszenie Polskich Brokerów Ubezpieczeniowych i Reasekuracyjnych – polska organizacja pozarządowa. Dobrowolne zrzeszenie o charakterze zawodowym, które zostało zarejestrowane 22 maja 1992 roku. Prezesem Zarządu Stowarzyszenia od 2006 roku jest Łukasz Zoń. Stowarzyszenie liczy 680 członków (stan na kwiecień 2014 r.), a jego siedzibą jest Warszawa.

## Cele
Podstawowym celem Stowarzyszenia jest utworzenie powszechnego samorządu zawodowego brokerów ubezpieczeniowych w trybie art. 17 ust. 1 Konstytucji RP umożliwiającego tworzenie w drodze ustawy samorządów zawodowych reprezentujących osoby, wykonujące zawody zaufania publicznego, i sprawujących pieczę nad należytym wykonywaniem tych zawodów w granicach interesu publicznego i dla jego ochrony.
Zawód brokera ubezpieczeniowego z uwagi m.in. na charakter relacji brokerów ubezpieczeniowych z ich klientami można przyrównać do zawodów prawniczych (adwokaci, radcowie prawni, notariusze), czy też biegłych rewidentów.
Inne cele Stowarzyszenia
- tworzenie i umacnianie powiązań między członkami;
- reprezentowanie interesów majątkowych i niemajątkowych członków, łącznie i indywidualnie, w tym równie wobec organów władzy i administracji państwowej, instytucji, stowarzyszeń, organizacji, izb oraz osób prywatnych;
- współdziałanie z osobami, organizacjami oraz stowarzyszeniami krajowymi i zagranicznymi, które mogą przyczynić się do realizacji celów Stowarzyszenia;
- kształtowanie i upowszechniania zasad etyki zawodowej w działalności pośrednictwa ubezpieczeniowego i reasekuracyjnego;
- stworzenie możliwości polubownego i pojednawczego rozstrzygania sporów między członkami;
- tworzenie i rozwój rynku ubezpieczeniowego oraz ochrony interesów konsumenckich;
- podnoszenie poziomu wiedzy zawodowej członków.

Członkiem zwyczajnym Stowarzyszenia może zostać osoba fizyczna będąca brokerem ubezpieczeniowym, prowadząca działalność brokerską lub osoba fizyczna wykonująca czynności brokerskie, spełniająca wymogi ustawowe do wykonywania tych czynności.

## Władze
- Walne Zebranie
- Zarząd
- Komisja Rewizyjna

## Działalność
Główne kierunki działania Stowarzyszenia to:
- integracja środowiska i reprezentowanie interesów brokerów,
- udział w pracach legislacyjnych,
- podnoszenie poziomu zawodowego i etycznego poprzez organizowania szkoleń,
- rozwijanie współpracy międzynarodowej.

Stowarzyszenie Polskich Brokerów Ubezpieczeniowych i Reasekuracyjnych jest aktywnym członkiem Europejskiej Federacji Pośredników Ubezpieczeniowych BIPAR z siedzibą w Brukseli.

### Działalność legislacyjna
Stowarzyszenie uczestniczyło w pracach nad nowelizacją ustawy o działalności ubezpieczeniowej z 1990 r. Zarząd organizował konsultacje w środowisku brokerskim, opracowywano uwagi do kolejnych projektów. Ustawa o działalności ubezpieczeniowej została znowelizowana 8 czerwca 1995 r. W ustawie wyodrębniono rozdział, dotyczący pośrednictwa ubezpieczeniowego.
W grudniu 1996 r. rozpoczęły się prace nad kodyfikacją polskiego prawa ubezpieczeń gospodarczych. Komisja Kodyfikacyjna powołała grupy robocze do opracowania projektów ustaw. Do pracy w każdej z tych grup Stowarzyszenie delegowało swych przedstawicieli. Dodatkowo Stowarzyszenie otrzymało zadanie przygotowania projektu ustawy o pośrednictwie ubezpieczeniowym. Nowe przepisy miały uwzględniać przystąpienie Polski do Unii Europejskiej, dlatego oprócz ekspertów krajowych niezbędne było zaangażowanie zagranicznego specjalisty. Współpracownikiem Stowarzyszenia w tym zakresie był Hans Scheffer, były prezes Holenderskiego Stowarzyszenia Brokerów. Zarządy Stowarzyszenia i Izby Brokerów podjęły decyzję przeprowadzenia aktywnej kampanii informacyjnej.
Pakiet czterech ustaw ubezpieczeniowych
1. Ustawa o pośrednictwie ubezpieczeniowym z 22 maja 2003
2. Ustawa o działalności ubezpieczeniowej z 22 maja 2003
3. Ustawa o ubezpieczeniach obowiązkowych, Ubezpieczeniowym Funduszu Gwarancyjnym i Polskim Biurze Ubezpieczycieli Komunikacyjnych z 22 maja 2003
4. Ustawa o nadzorze ubezpieczeniowym i emerytalnym oraz Rzeczniku Ubezpieczonych z 22 maja 2003

został uchwalony przez Sejm i podpisany przez Prezydenta Rzeczypospolitej, wchodząc w życie z dniem 1 stycznia 2004 roku.
Stowarzyszenie bierze aktywny udział w pracach legislacyjnych nad projektem ustawy o ułatwieniu dostępu do wykonywania zawodów finansowych, budowlanych i transportowych oraz nad projektem nowej dyrektywy Unii Europejskiej o pośrednictwie ubezpieczeniowym (Insurance Mediation Directive2).